# Pavlo Stepanec'
Pavlo Mykolajovyč Stepanec' (in ucraino Павло Миколайович Степанець?, in russo Павел Николаевич Степанец?, Pavel Nikolajevič Stepanec; Horodnja, 26 maggio 1987) è un ex calciatore ucraino con cittadinanza russa, di ruolo difensore.

## Carriera

### Club
Ha giocato nella massima serie dei campionati russo ed armeno.

### Nazionale
Ha militato nelle nazionali giovanili ucraine Under-17 ed Under-21.